# Municipio de Butler (condado de St. Clair)
El municipio de Butler (en inglés: Butler Township) es un municipio ubicado en el condado de St. Clair en el estado estadounidense de Misuri. En el año 2010 tenía una población de 1392 habitantes y una densidad poblacional de 8,94 personas por km².

## Geografía
El municipio de Butler se encuentra ubicado en las coordenadas 38°8′41″N 93°41′29″O / 38.14472, -93.69139. Según la Oficina del Censo de los Estados Unidos, el municipio tiene una superficie total de 155.68 km², de la cual 145,66 km² corresponden a tierra firme y (6,44 %) 10,02 km² es agua.

## Demografía
Según el censo de 2010, había 1392 personas residiendo en el municipio de Butler. La densidad de población era de 8,94 hab./km². De los 1392 habitantes, el municipio de Butler estaba compuesto por el 96,55 % blancos, el 0,29 % eran afroamericanos, el 0,93 % eran amerindios, el 0,14 % eran asiáticos, el 1,01 % eran de otras razas y el 1,08 % eran de una mezcla de razas. Del total de la población el 2,73 % eran hispanos o latinos de cualquier raza.